# Didymocarpus burkei
Didymocarpus burkei är en tvåhjärtbladig växtart som beskrevs av William Wright Smith. Didymocarpus burkei ingår i släktet Didymocarpus och familjen Gesneriaceae. Inga underarter finns listade i Catalogue of Life.